# Thüringer Literaturrat
Der Thüringer Literaturrat e. V. ist der Spitzenverband der Thüringer Literaturvereine und -organisationen und hat seinen Sitz in Weimar.
Der Thüringer Literaturrat versteht sich als Ansprechpartner der Politik und Verwaltung des Freistaats Thüringen in allen, die einzelnen Mitglieder des Thüringer Literaturrates e. V. betreffenden, übergreifenden kulturpolitischen Angelegenheiten. Zu seinen Aufgaben gehört es, auf landesweiter Ebene Fragen der Literaturvermittlung in die kulturpolitische Diskussion auf Landesebene einzubringen.

## Geschichte
Die Vereinigung wurde 2006 als politisch unabhängige Arbeitsgemeinschaft literarischer und literaturvermittelnder Organisationen und Institutionen im Freistaat Thüringen gegründet. Im Jahr 2012 wurde die Arbeitsgemeinschaft in die feste und handlungsfähigere Struktur eines gemeinnützigen Vereins überführt.
47 literarische Gesellschaften, Vereine, Stiftungen, literarische Gedenkstätten, Museen, Buchhandlungen und Verlage  gehören dem Thüringer Literaturrat an.

## Struktur
Der Thüringer Literaturrat ist eine überparteilich und unabhängig arbeitende Vereinigung von Gesellschaften, Institutionen, Stiftungen, Vereinen und natürlichen Personen, die sich für die Pflege und Förderung der Literatur in Thüringen einsetzen.
Er ist eine Gesprächs- und Aktionsgemeinschaft, die die Selbständigkeit ihrer Mitglieder nicht beeinträchtigt. Er unterstützt und koordiniert die Aufgaben und Aktivitäten zur Förderung und Pflege der Literatur auf Landesebene.
1. Vorsitzender des Thüringer Literaturrates ist Jörg Dietrich, 2. Vorsitzender ist Christian Hofmann.
Geschäftsführer ist seit 2006 Jens Kirsten.

## Mitglieder
Buchhandlungen
- Eckermann-Buchhandlung (Weimar)
- Sigmund-Freud-Buchhandlung (Oberweid/Rhön)

Gedenkstätten und Museen
- Brehms Welt – Tiere und Menschen (Renthendorf)
- Lindenau-Museum (Altenburg)
- Literaturmuseum „Theodor Storm“ (Heilbad Heiligenstadt)
- Literaturmuseum Romantiker-Haus Jena
- Brehms Welt – Tiere und Menschen (Renthendorf)
- Schillerhaus (Rudolstadt)

Gesellschaften, Vereine, Verbände
- Achava e. V. (Weimar)
- Autorenverband Franken e. V. (Coburg)
- Börsenverein des Deutschen Buchhandels Landesverband Sachsen, Sachsen-Anhalt und Thüringen e. V. (Leipzig)
- Büro für angewandte Poesie (Weimar)
- Landesverband Thüringen im Deutschen Bibliotheksverband e. V. (Ilmenau)
- Deutsche Schillerstiftung von 1859 (Weimar)
- Deutsche Shakespeare-Gesellschaft (Weimar)
- Erfurter Herbstlese e. V.
- Förderverein Dichterstätte Sarah Kirsch e. V. (Limlingerode)
- Freier Deutscher Autorenverband, LV Thüringen
- Freundesgesellschaft des Goethe- und Schiller-Archivs (Weimar)
- Friedrich-Bödecker-Kreis für Thüringen e. V. (Erfurt)
- Gesellschaft Anna Amalia Bibliothek e. V. (Weimar)
- Goethe-Gesellschaft Altenburg e. V.
- Goethe-Gesellschaft in Weimar e. V.
- Klassik Stiftung Weimar
- Kultur & Reisen WEIMAR WEIBLICH
- Landesfachstelle für Öffentliche Bibliotheken in Thüringen (Erfurt)
- Lese-Zeichen e. V. (Jena)
- Literarische Gesellschaft Thüringen e. V. (Weimar)
- Provinzkultur e. V. (Suhl)
- Schillerverein Bauerbach e.V.
- Schillerverein Weimar-Jena e. V.
- St. Petri & Menantes-Literaturgedenkstätte e.V.
- Südthüringer Literaturverein e. V. (Suhl)
- Thüringische Literarhistorische Gesellschaft Palmbaum e. V. (Jena-Bucha)
- Verband deutscher Schriftsteller in der ver.di (Erfurt)
- Wolfgang-Hilbig-Gesellschaft e. V. (Leipzig)

Einzelpersonen
- Jörg Dietrich (Weimar)
- Christoph Schmitz-Scholemann (Weimar)
- Thomas Spaniel (Ilfeld)

Verlage
- burgart presse (Rudolstadt)
- Edition Outbird (Gera)
- FUNKE Thüringen Verlag GmbH (Erfurt)
- kul-ja! publishing (Erfurt)
- Thüringer Kommunalverlag (Arnstadt)
- UND-Verlag (Stadtroda)
- Weimarer Verlagsgesellschaft in der Verlagshaus Römerweg GmbH (Wiesbaden)
- Verlag Tasten & Typen (Bad Tabarz)

## Mitgliedschaften
Der Thüringer Literaturrat ist Mitglied in der AG der Literaturräte in der Bundesrepublik Deutschland, die Vollmitglied in der Deutschen Literaturkonferenz ist.
Der Thüringer Literaturrat ist Mitglied im Kulturrat Thüringen.

## Preise
Seit 2011 verleiht der Freistaat Thüringen gemeinsam mit der Sparkassen-Kulturstiftung Hessen-Thüringen und dem Thüringer Literaturrat e. V. den Thüringer Literaturpreis. Mit dem Preis werden zeitgenössische Autoren gewürdigt, die aus Thüringen stammen, dort leben oder deren Werke einen Thüringen-Bezug aufweisen. Er wird alle zwei Jahre verliehen und ist mit 12.000 Euro dotiert.

## Publikationen
Mit seinen Publikationen stellt der Thüringer Literaturrat Ergebnisse der systematischen Erforschung des Literaturlandes Thüringen und mithin Inhalte und Schwerpunkte der eigenen Arbeit vor. Die erschienenen Publikationen des Thüringer Literaturrates richten sich nicht nur an die breite Öffentlichkeit, sondern insbesondere, mit Blick auf die kulturelle Bildung, an Lehrer und Schulen.
Zeitschriften
Die Zeitschrift Palmbaum – Literarisches Journal aus Thüringen erscheint als Halbjahresschrift in einer Printausgabe und wird vom Thüringer Literaturrat gemeinsam mit der Thüringischen Literarhistorischen Gesellschaft Palmbaum e. V. herausgegeben. Sie wird von der Thüringer Staatskanzlei unterstützt.
Cheflektor der Zeitschrift ist Jens-Fietje Dwars. Sie berichtet über literarische Fragestellungen. Jede Ausgabe hat ein Titelthema, ergänzt um einen umfangreichen Rezensionsteil.
Bücher
- Vom Geist der Stunde. Vordenker und Wegbereiter. Die Revolution in Deutschlands Mitte 1989, Hg. Jens Kirsten, Christoph Schmitz-Scholemann, Weimarer Verlagsgesellschaft, Wiesbaden 2015, ISBN 978-3737402347.
- Thüringer Anthologie – Eine poetische Reise, Hg. Jens Kirsten, Christoph Schmitz-Scholemann, Weimarer Verlagsgesellschaft, Wiesbaden 2018, ISBN 978-3737402712.
- Der Weg entsteht im Gehen. Literarische Texte aus 100 Jahren Thüringen, Hg. Jens Kirsten, Christoph Schmitz-Scholemann, Weimarer Verlagsgesellschaft, Wiesbaden 2020, ISBN 978-3737402828.

Online-Publikationen
- Autorenlexikon des Thüringer Literaturrates, (Weimar 2008–; online)
- Audiobibliothek des Thüringer Literaturrates, (Weimar 2012–; online)